# Ta-li (Šen-si)
Ta-li (čínsky pchin-jinem Dàlì, znaky 大荔) je okres v městské prefektuře Wej-nan v provincii Šen-si Čínské lidové republiky. Leží v centrální části provincie. K roku 2009 měl 720 000 obyvatel.

## Historie
V období Jar a podzimů zde existoval stát Žuej (芮国). Později onen stát zničili kmeny Žungů, kteří zde založili stát Ta-li. Roku 461 př. n. l. území dobyl stát Čchin, který zde zřídil okres Lin-ťin (临晋县, doslova „Před Ťin“, kvůli sousedství se státem Ťin). Roku 385 př. n. l. stát Wej využil oslabení Čchinů a zabral okres. Roku 300 př. n. l. Čchinové dobyli okres zpět.
Po sjednocení Číny Čchiny (roku 221 př. n. l.) byla jižní část okresu Lin-ťin vyčleněna jako okres Te (德县). Za Východních Chanů byl okres Te opět začleněn do Lin-ťinu.
Za Západních Ťinů byl okres Lin-ťin přejmenován na Ta-li. Za Pozdních Čchinů mu bylo vráceno jméno Lin-ťin. Za Severních Wejů byl okres rozdělen, západní část se stala okresem Chua-jin (华阴县), východní okresem Nan-wu-čchüan (南五泉县). Roku 526 byl okres Chua-jin přejmenován na Wu-siang (武乡县). V říši Západní Wej byl roku 554 okres Nan-wu-čchüan přejmenován na Čchao-i (朝邑县).
V říši Suej byl roku 607 okres Wu-siang přejmenován na Feng-i (冯翊县). Za Tchangů bylo roku 620 východní část Čchao-i u břehů Žluté řeky vydělena do samostatného okresu Che-pin (河滨县). Roku 626 byla jihozápadní část Feng-i vydělena do samostatného okresu Lin-ťü (临沮县). Roku 627 byly okresy Che-pin a Lin-ťü zrušeny a jejich území vráceno k Čchao-i, resp. Feng-i. V letech 760–770 byl okres Čchao-i dočasně přejmenován na Che-si (河西县).
V říši Jüan byl roku 1264 okres Feng-i zrušen a jeho území přímo spravoval kraj Tchung-čou (同州). Za Čchingů Tchung-čou od roku 1725 podléhal přímo provincii Šen-si, а roku 1735 byl povýšen na prefekturu Tung-čou (同州府), přičemž na území dosud přímo podléhající kraji byl zřízen okres Ta-li.
Roku 1929 ve východní části okresu Čchao-i vznikl okres Pching-min (平民县).
Roku 1950 byla zřízena prefektura Wej-nan (渭南专区), které podléhaly okresy Ta-li i Čchao-i, přičemž Pching-min byl začleněn zpět do Čchao-i. Od roku 1956 zmíněné okresy podléhaly přímo provincii Šen-si, roku 1958 byl okres Čchao-i včleněn do okresu Ta-li. Roku 1961 okres Ta-li opět připadl pod obnovenou prefekturu Wej-nan (渭南专区, od 1969 渭南地区, od roku 1994 městská prefektura).